# Dorfkirche Fohrde

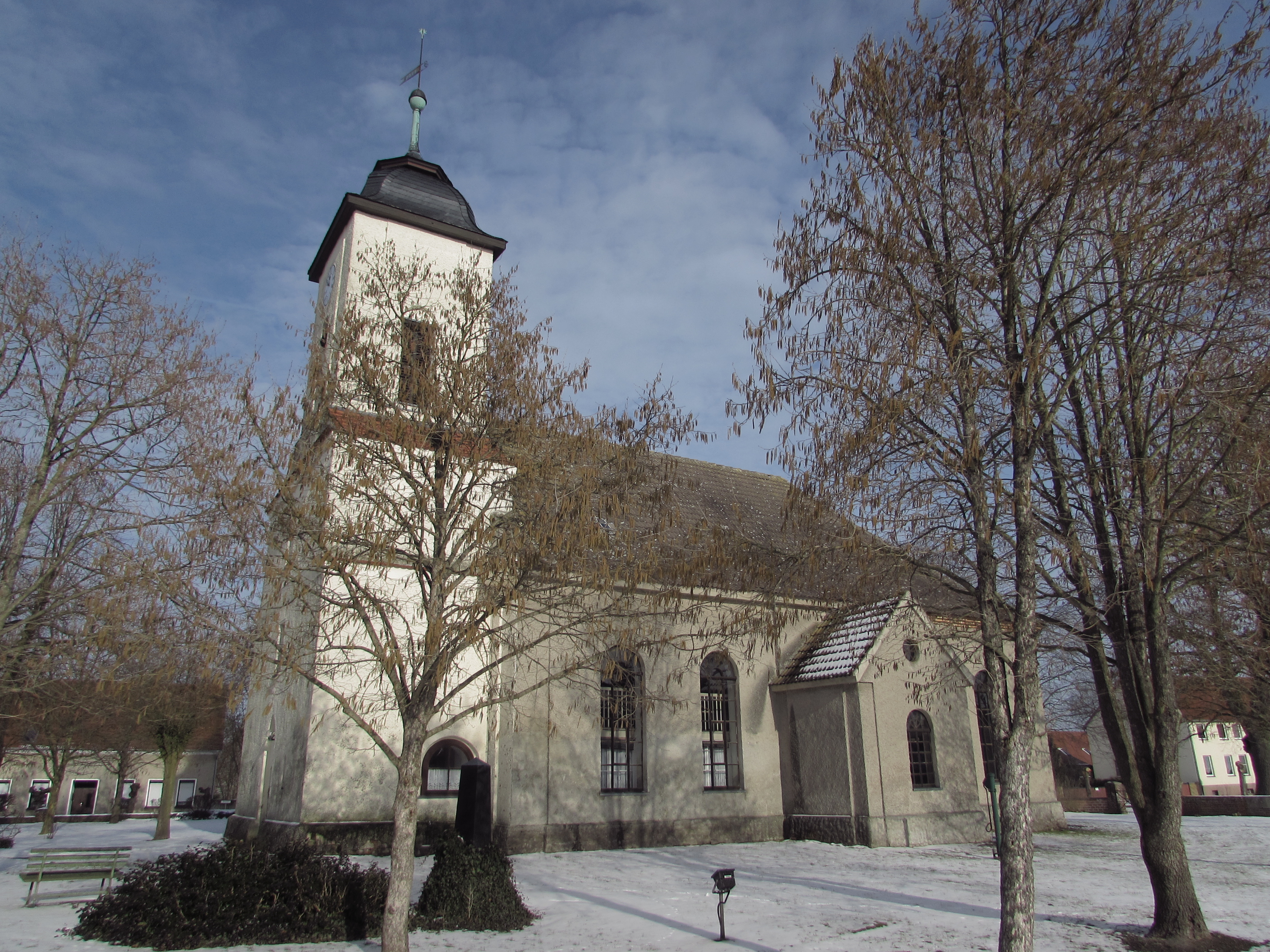
Dorfkirche Fohrde

Die Dorfkirche Fohrde ist eine Saalkirche, die im Zentrum des Dorfes Fohrde, des heutigen Ortsteils der Stadt Havelsee, steht. Sie trägt keinen Namen.

## Geschichte
Die Kirche in Fohrde wurde 1765 errichtet. Im Jahr 1975 wurde im Kirchenschiff unter der Südempore separiert ein Gemeinderaum eingebaut. Im Jahr 2000 wurde die letzte Sanierung des Kirchturms abgeschlossen.

## Bauwerk
Der schlichte barocke Putzbau besteht aus Chor, Kirchenschiff, einem kleinen Querhaus und einem Westturm mit Turmhaube. Die Fenster im Schiff, Chor und Querhaus sind schmucklose Rundbogenfenster. Auf der Nord- und der Südseite des Schiffs und des Chores wurde jeweils zwei derartige Sprossenfenster eingearbeitet. Das Dach über dem Chor wurde zum Osten hin als Walmdach gearbeitet. Die Ostseite ist fensterlos. Dafür befinden sich dort zwei große rundbögige Blenden. Der gesamte Kirchenbau steht auf einem gegenüber dem Restbau etwas ausgezogenen Sockel. Im Querhaus finden sich jeweils Rundbogenfenster nach Süden und Norden. Über diesen Rundbogenfenstern befinden sich unter den Giebeln Rundfenster. Im Querbau wurden in den östlichen Außenwänden beidseits kleine Seitenportale eingearbeitet. Als Schmuckelemente wurden die Ecken des Querbaus und des Chores mit nur flachen vertikalen Rücksprüngen gearbeitet. Solche Rücksprünge finden sich ebenfalls über die Ecken des oberen Teils des Turmes. Im Bereich des Schiffs fällt ein sehr schlichtes, glattes Giebelgesims auf. 
Im Turm befindet sich eine Turmuhr mit Zifferblättern an der West- und an der Ostseite. Sein Sockel mit rechteckigem Grundriss nimmt nach zwei stufenförmigen pultig verdachten Verjüngungen im oberen Teil einen nahezu quadratischen Querschnitt an. In die südliche Außenwand seines unteren Teils ist ein breites und flaches Rundbogenfenster eingelassen. Die Schallöffnungen für die Kirchenglocken befinden sich in rundbogigen Fensternischen im oberen Turm, wobei der Bogen nach Norden und Süden jedoch zugesetzt ist, sodass die Schallöffnung selbst dort rechteckig gehalten sind. Auf der Turmhaube befindet sich ein Aufsatz mit Turmkugel und Windfahne.
Das schlicht gehaltene Westportal weist einen zugesetzten beziehungsweise verblendeten Spitzbogen auf, während die Tür segmentbogig ist. Über dem Portal befinden sich übereinander zwei Rechteckfenster, ein kleines Spitzbogenfenster rechts daneben.

## Inventar
Im Inneren der Kirche befindet sich eine hölzerne Kanzelaltarwand. Die Orgel stammt aus dem Jahr 1861 vom Berliner Orgelbaumeisters Wilhelm Remler. Sie steht auf einer um die Orgel leicht ausgebauchten hölzernen Westempore über dem Eingang, die reichlich mit Malerei verziert ist.

## Galerie

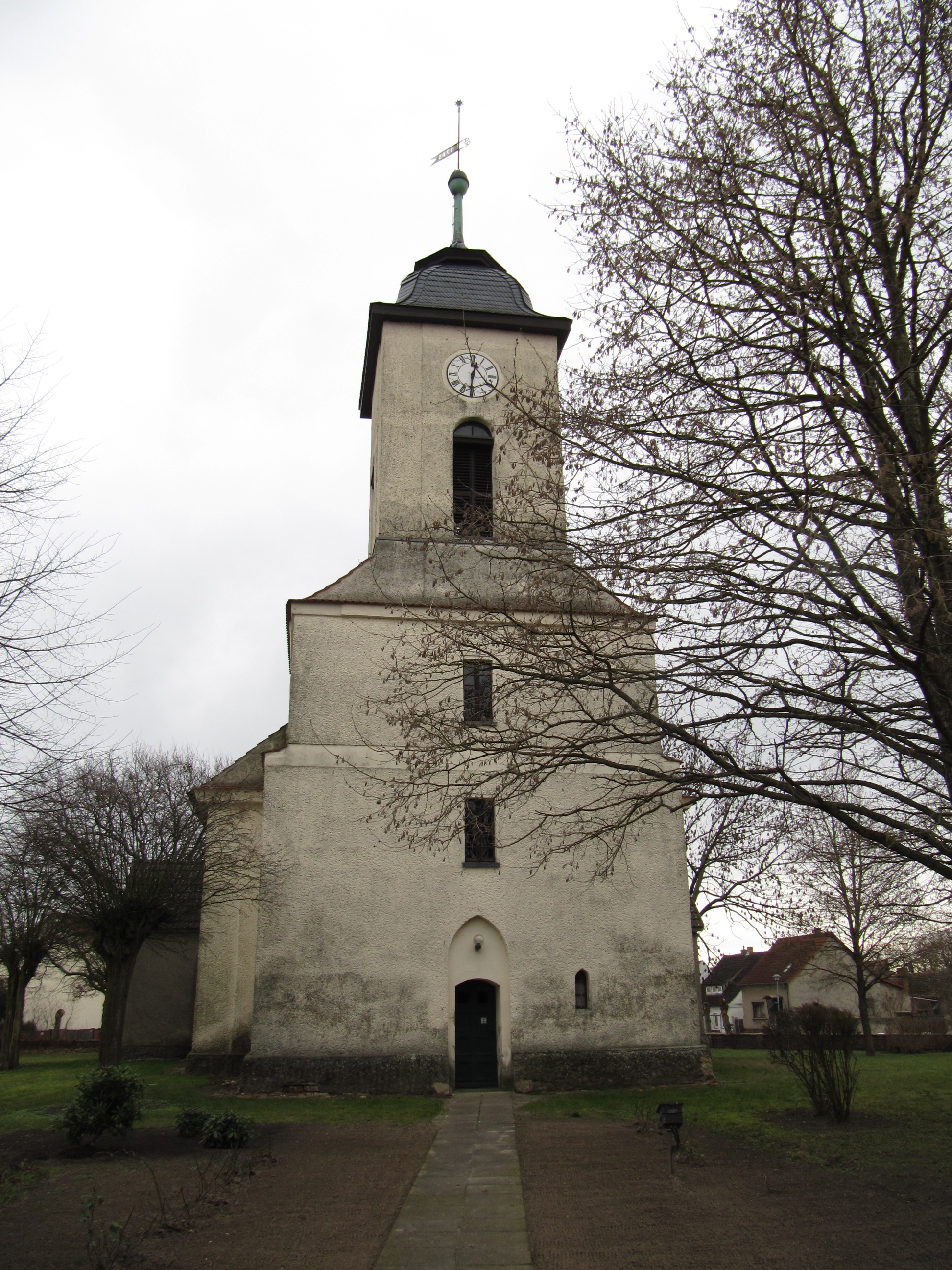
Kirchturm und Westportal
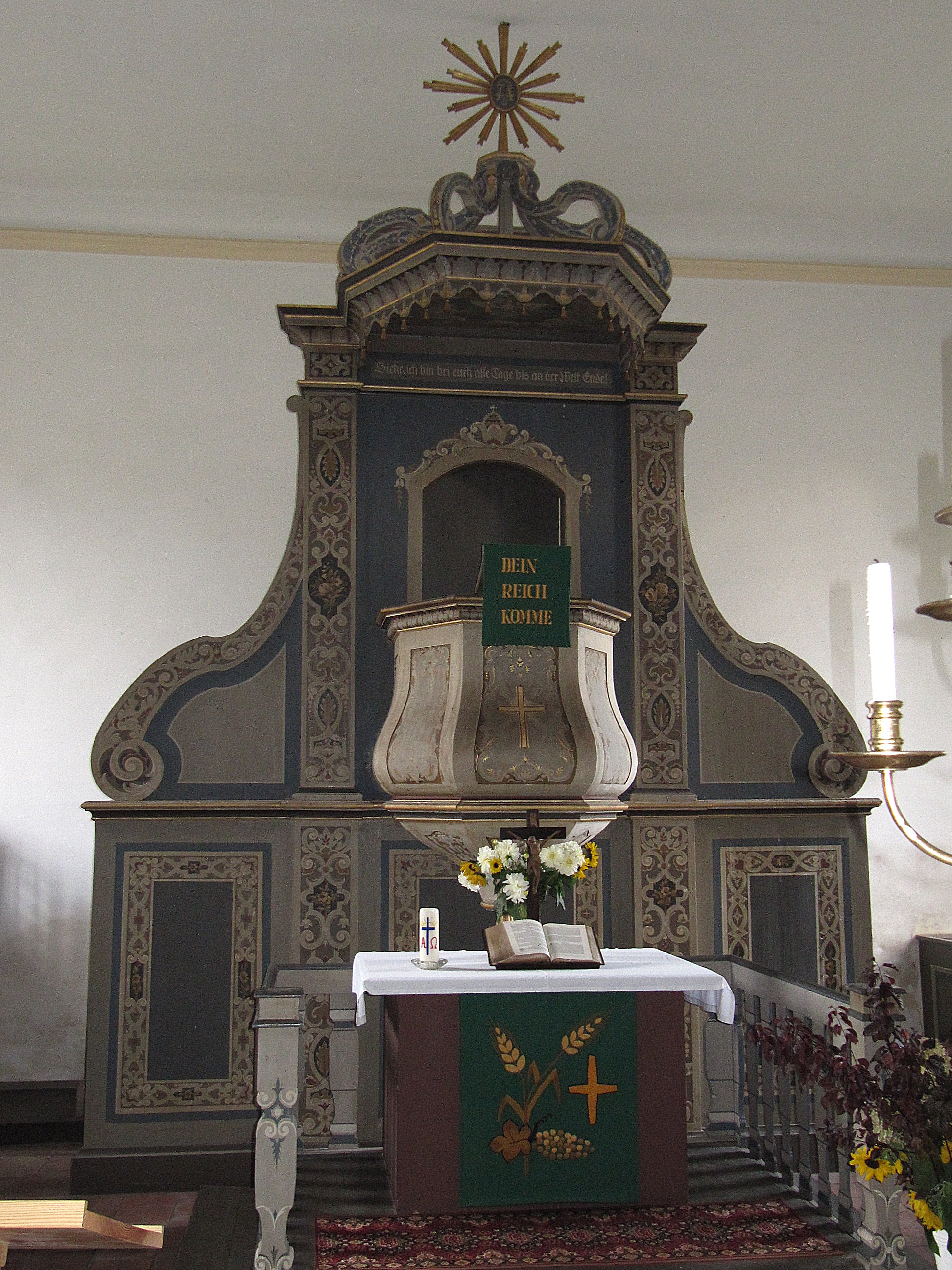
Kanzelaltar
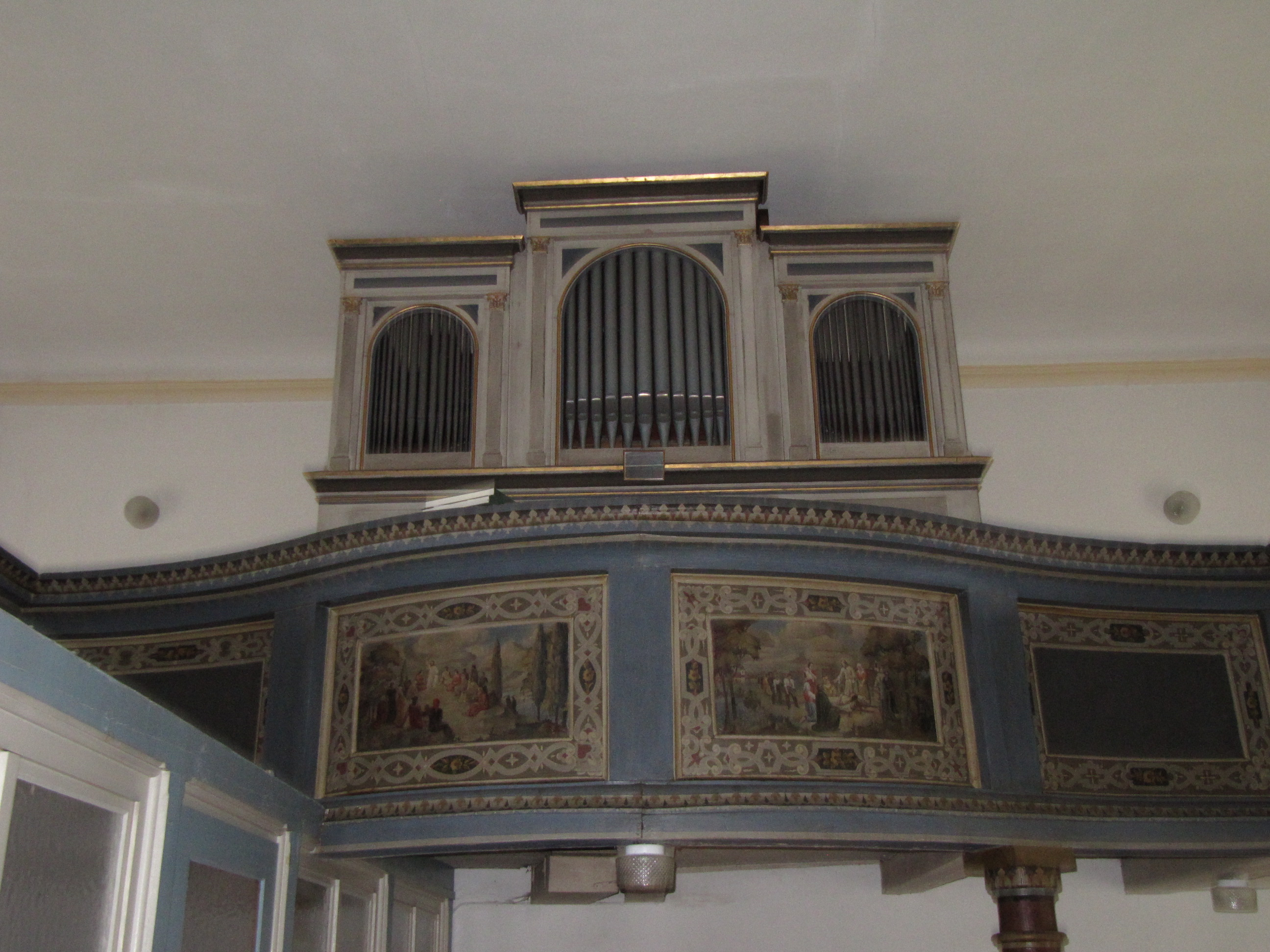
Remlerorgel auf verzierter Westempore